# 中山義秀文学賞
中山義秀文学賞（なかやまぎしゅうぶんがくしょう）は、中山義秀顕彰会が主催、白河市と中山義秀記念文学館の共催で行われる、日本の歴史小説・時代小説を対象とした文学賞である。

## 概要
1993年4月5日に福島県西白河郡大信村（現在の白河市）に設立された「中山義秀記念文学館」の開館を記念して創設され、以来中山義秀顕彰会と大信村の主催、大信村教育委員会と中山義秀記念文学館の共催により行われていたが、大信村が市町村合併により白河市となってから現在の運営者に移る。受賞者には正賞と賞金100万円、大信特産米のコシヒカリ1俵が授与される。第9回（2003年）からは文学賞としては唯一の公開選考を行っている。また、受賞した作家は受賞記念講演を行っている。

## 受賞作一覧

### 第1回から第10回
| 回（年）        | 賞   | 受賞者     | 受賞作                          | 刊行                   |
| --------------- | ---- | ---------- | ------------------------------- | ---------------------- |
| 第1回（1993年） | 受賞 | 中村彰彦   | 『五左衛門坂の敵討』            | 1992年4月 新人物往来社 |
| 第2回（1994年） | 受賞 | 堀和久     | 『長い道程』                    | 1993年10月 講談社      |
| 第3回（1995年） | 受賞 | 大島昌宏   | 『罪なくして斬らる 小栗上野介』 | 1994年10月 新潮社      |
| 第4回（1996年） | 受賞 | 佐江衆一   | 『江戸職人綺譚』                | 1995年9月 新潮社       |
| 第5回（1997年） | 受賞 | 高橋直樹   | 『鎌倉擾乱』                    | 1996年7月 文藝春秋     |
| 第6回（2000年） | 受賞 | 飯嶋和一   | 『始祖鳥記』                    | 2000年2月 小学館       |
| 第7回（2001年） | 受賞 | 宇江佐真理 | 『余寒の雪』                    | 2000年9月 実業之日本社 |
| 第8回（2002年） | 受賞 | 杉本章子   | 『おすず 信太郎人情始末帖』     | 2001年9月 文藝春秋     |
| 第9回（2003年） | 受賞 | 竹田真砂子 | 『白春』                        | 2002年12月 集英社      |
| 第9回（2003年） | 候補 | 安部龍太郎 | 『生きて候』                    | 2002年10月 集英社      |
| 第9回（2003年） | 候補 | 雨宮周一郎 | 『私譚 霊仙記』                 | 2002年12月 文芸社      |
| 第9回（2003年） | 候補 | 鈴木由紀子 | 『花に背いて 直江兼続とその妻』 | 2002年7月 幻冬舎       |
| 第9回（2003年） | 候補 | 諸田玲子   | 『犬吉』                        | 2003年3月 文藝春秋     |

### 第11回から第20回
| 回（年）         | 賞       | 受賞者     | 受賞作                                        | 刊行                       |
| ---------------- | -------- | ---------- | --------------------------------------------- | -------------------------- |
| 第10回（2004年） | 受賞     | 乙川優三郎 | 『武家用心集』                                | 2003年8月 集英社           |
| 第10回（2004年） | 候補     | 海道龍一朗 | 『真剣 新陰流を創った男、上泉伊勢守信綱』     | 2003年10月 実業之日本社    |
| 第10回（2004年） | 候補     | 佐々木譲   | 『天下城』【上下】                            | 2004年3月 新潮社           |
| 第11回（2005年） | 受賞     | 安部龍太郎 | 『天馬、翔ける』【上下】                      | 2004年12月 新潮社          |
| 第11回（2005年） | 候補     | 高橋三千綱 | 『空の剣 男谷精一郎の孤独』                   | 2004年8月 集英社           |
| 第11回（2005年） | 候補     | 諸田玲子   | 『山流し、さればこそ』                        | 2004年12月 角川書店        |
| 第12回（2006年） | 受賞     | 池永陽     | 『雲を斬る』                                  | 2006年3月 講談社           |
| 第12回（2006年） | 候補     | 加藤廣     | 『信長の棺』                                  | 2005年5月 日本経済新聞社   |
| 第12回（2006年） | 候補     | 宮本昌孝   | 『風魔』【上下】                              | 2006年3月 祥伝社           |
| 第13回（2007年） | 受賞     | 火坂雅志   | 『天地人』【上下】                            | 2006年9月 日本放送出版協会 |
| 第13回（2007年） | 候補     | 佐藤賢一   | 『女信長』                                    | 2006年6月 毎日新聞社       |
| 第13回（2007年） | 候補     | 山本兼一   | 『雷神の筒』                                  | 2006年11月 集英社          |
| 第14回（2008年） | 受賞     | 岩井三四二 | 『清佑、ただいま在庄』                        | 2007年8月 集英社           |
| 第14回（2008年） | 候補     | 五十嵐貴久 | 『相棒』                                      | 2008年1月 PHP研究所        |
| 第14回（2008年） | 候補     | 和田竜     | 『のぼうの城』                                | 2007年12月 小学館          |
| 第15回（2009年） | 受賞     | 植松三十里 | 『彫残二人』                                  | 2008年9月 中央公論新社     |
| 第15回（2009年） | 候補     | 葉室麟     | 『いのちなりけり』                            | 2008年8月 文藝春秋         |
| 第15回（2009年） | 候補     | 諸田玲子   | 『美女いくさ』                                | 2008年9月 中央公論新社     |
| 第16回（2010年） | 受賞     | 上田秀人   | 『孤闘 立花宗茂』                             | 2009年5月 中央公論新社     |
| 第16回（2010年） | 候補     | 冲方丁     | 『天地明察』                                  | 2009年11月 角川書店        |
| 第16回（2010年） | 候補     | 下川博     | 『弩』                                        | 2009年5月 小学館           |
| 第16回（2010年） | 候補辞退 | 高田郁     | 『銀二貫』                                    | 2009年6月 幻冬舎           |
| 第17回（2011年） | 受賞     | 澤田瞳子   | 『孤鷹の天』                                  | 2010年9月 徳間書店         |
| 第17回（2011年） | 候補     | 佐藤賢一   | 『新徴組』                                    | 2010年8月 新潮社           |
| 第17回（2011年） | 候補     | 諸田玲子   | 『お順 勝海舟の妹と五人の男』【上下】         | 2010年12月 毎日新聞社      |
| 第18回（2012年） | 受賞     | 西條奈加   | 『涅槃の雪』                                  | 2011年9月 光文社           |
| 第18回（2012年） | 候補     | 安住洋子   | 『春告げ坂 小石川診療記』                     | 2011年11月 新潮社          |
| 第18回（2012年） | 候補     | 伊東潤     | 『黒南風の海 加藤清正「文禄・慶長の役」異聞』 | 2011年7月 PHP研究所        |
| 第19回（2013年） | 受賞     | 天野純希   | 『破天の剣』                                  | 2012年12月 角川春樹事務所  |
| 第19回（2013年） | 候補     | 野口卓     | 『遊び奉行』                                  | 2012年12月 祥伝社          |
| 第19回（2013年） | 候補     | 吉川永青   | 『時限の幻』                                  | 2012年10月 幻冬舎          |
| 第20回（2014年） | 受賞     | 伊東潤     | 『峠越え』                                    | 2014年1月 講談社           |
| 第20回（2014年） | 候補     | 村木嵐     | 『雪に咲く』                                  | 2013年12月 PHP研究所       |
| 第20回（2014年） | 候補     | 玉岡かおる | 『虹、つどうべし 別所一族ご無念御留』         | 2013年11月 幻冬舎          |

### 第21回から第30回
| 回（年）         | 賞           | 受賞者       | 受賞作                              | 刊行                   |
| ---------------- | ------------ | ------------ | ----------------------------------- | ---------------------- |
| 第21回（2015年） | 受賞         | 風野真知雄   | 『沙羅沙羅越え』                    | 2014年6月 KADOKAWA     |
| 第21回（2015年） | 候補         | 朝井まかて   | 『御松茸騒動』                      | 2014年12月 徳間書店    |
| 第21回（2015年） | 候補         | 今井絵美子   | 『群青のとき』                      | 2014年12月 KADOKAWA    |
| 第22回（2016年） | 受賞         | 朝井まかて   | 『眩（くらら）』                    | 2016年3月 新潮社       |
| 第22回（2016年） | 候補         | 奥山景布子   | 『たらふくつるてん』                | 2015年9月 中央公論新社 |
| 第22回（2016年） | 候補         | 門井慶喜     | 『家康、江戸を建てる』              | 2016年2月 祥伝社       |
| 第23回（2017年） | 受賞         | 梓澤要       | 『荒仏師 運慶』                     | 2016年5月 新潮社       |
| 第23回（2017年） | 候補         | 早見俊       | 『うつけ世に立つ 岐阜信長譜』       | 2016年9月 徳間書店     |
| 第23回（2017年） | 候補         | 吉川永青     | 『裏関ヶ原』                        | 2016年12月 講談社      |
| 第24回（2018年） | 受賞         | 帚木蓬生     | 『守教』                            | 2017年9月 新潮社       |
| 第24回（2018年） | 候補         | 幡大介       | 『騎虎の将 太田道灌』               | 2018年1月 徳間書店     |
| 第24回（2018年） | 候補         | 武川佑       | 『虎の牙』                          | 2017年10月 講談社      |
| 第25回（2019年） | 受賞         | 河治和香     | 『がいなもん 松浦武四郎一代』       | 2018年6月 小学館       |
| 第25回（2019年） | 候補         | 冲方丁       | 『麒麟児』                          | 2018年12月 KADOKAWA    |
| 第25回（2019年） | 候補         | 赤神諒       | 『酔象の流儀 朝倉盛衰記』           | 2018年12月 講談社      |
| 第26回（2020年） | 受賞         | 木下昌輝     | 『まむし三代記』                    | 2020年2月 朝日新聞出版 |
| 第26回（2020年） | 候補         | 今村翔吾     | 『八本目の槍』                      | 2019年7月 新潮社       |
| 第26回（2020年） | 候補         | 畠中恵       | 『わが殿』                          | 2019年11月 文藝春秋    |
| 第27回（2021年） | 受賞         | 蝉谷めぐ実   | 『化け者心中』                      | 2020年10月 KADOKAWA    |
| 第27回（2021年） | 候補         | 永井紗耶子   | 『商う狼 江戸商人 杉本茂十郎』      | 2020年6月 新潮社       |
| 第27回（2021年） | 候補         | 宮本昌孝     | 『天離り果つる国』【上下】          | 2020年10月 PHP研究所   |
| 第28回（2022年） | 受賞         | 周防柳       | 『身もこがれつつ 小倉山の百人一首』 | 2021年7月 中央公論新社 |
| 第28回（2022年） | 候補         | 砂原浩太朗   | 『黛家の兄弟』                      | 2022年1月 講談社       |
| 第28回（2022年） | 候補         | 幡大介       | 『シャムのサムライ 山田長政』       | 2021年5月 実業之日本社 |
| 第29回（2023年） | 受賞作品なし | 受賞作品なし | 受賞作品なし                        | 受賞作品なし           |
| 第29回（2023年） | 候補         | 羽鳥好之     | 『尚、赫々たれ 立花宗茂残照』       | 2022年10月 早川書房    |
| 第29回（2023年） | 候補         | 仁志耕一郎   | 『咲かせて三升の團十郎』            | 2022年4月 新潮社       |
| 第29回（2023年） | 候補         | 赤神諒       | 『はぐれ鴉』                        | 2022年7月 集英社       |
| 第30回（2024年） | 受賞         | 荒山徹       | 『風と雅の帝』                      | 2023年9月 PHP研究所    |
| 第30回（2024年） | 候補         | 武内涼       | 『厳島』                            | 2023年4月 新潮社       |
| 第30回（2024年） | 候補         | 永井紗耶子   | 『きらん風月』                      | 2024年1月 講談社       |

## 歴代選考委員
- 1993年4月 - 2000年3月
  - 安西篤子、尾崎秀樹（1999年死去）、早乙女貢、清水基吉、永岡慶之助
- 2000年4月 - 2003年3月
  - 安西篤子、今泉正顕（安積歴史博物館館長）、佐藤博治（大信村教育長）、豊田健次、中村彰彦
- 2003年4月 - 2006年3月
  - 北原亞以子、佐江衆一、立松和平、縄田一男
- 2006年4月 - 2007年3月
  - 北原亞以子、立松和平、津本陽、縄田一男
- 2007年4月 - 2008年3月
  - 竹田真砂子、立松和平、津本陽、縄田一男
- 2008年4月 - 2009年3月
  - 竹田真砂子、津本陽、室井光広、縄田一男
- 2009年4月 - 2015年
  - 竹田真砂子、津本陽、縄田一男、安部龍太郎
- 2016年 - 2017年
  - 竹田真砂子、中村彰彦、清原康正、高橋義夫
- 2018年 - 2019年
  - 高橋義夫、中村彰彦、朝井まかて、清原康正
- 2020年
  - 中村彰彦、山本一力、澤田瞳子、清原康正
- 2021年
  - 中村彰彦、澤田瞳子、伊東潤、清原康正
- 2022年 - 2023年
  - 伊東潤、西條奈加、澤田瞳子、細谷正充
- 2024年
  - 伊東潤、上田秀人、澤田瞳子、細谷正充